# آکانتودرس
آکانتودرس (نام علمی: Acanthoderes) نام یک سرده از تیره سوسک‌های شاخک‌دراز است.